# Hōjō Nobutoki
 (février 2018).
Si vous disposez d'ouvrages ou d'articles de référence ou si vous connaissez des sites web de qualité traitant du thème abordé ici, merci de compléter l'article en donnant les références utiles à sa vérifiabilité et en les liant à la section « Notes et références ».
Hōjō Nobutoki (北条宣時, 1238-2 août 1323) du clan Hōjō est le huitième rensho (assistant du shikken) de 1287 à 1301.